# Jamaica, Queens
Jamaica är en stadsdel i Queens i New York. 
Jamaica växte fram som en engelsk småstad i dåvarande nederländska kolonin Nya Nederländerna år 1655. De första kolonisterna köpte området av ursprungsfolket för två skjutvapen, en kappa och krut. Den holländske guvernören Peter Stuyvesant döpte sedan området till Rustdorp, nederländska för den lugna byn.
Namnet Jamaica kommer inte från östaten Jamaica, även om många därifrån bor i stadsdelen. Benämningen tros komma från Jameco- eller Yamecahstammen som tillhörde ursprungsbefolkningen i området. Engelsmännen namngav staden efter att ha tagit över kolonin i slutet av 1600-talet.
Jamaica är känt för bland annat New Yorks största internationella flygplats John F. Kennedy International Airport (JFK) som ligger där. USA:s president Donald Trump är även född och uppvuxen i Jamaica.

## Demografi
Jamaica har en stor etnisk mångfald. Afroamerikaner utgör nästan hälften (47,7%) av alla invånare. Därefter följer latinamerikaner (22,7%), asiater (17,2%) och vita (4,2%).

## Presbyterianska kyrkan
Den äldsta presbyterianska kyrkan i USA, First Presbyterian Church (grundad 1662), är belägen i Jamaica. Den ursprungliga församlingen höll gudstjänster i ett möteshus, som ersattes av en stenkyrka på Jamaica Avenue 1669. Den nuvarande kyrkan ersatte stenkyrkan 1813. År 1920 flyttades kyrkan till sin nuvarande adress på 164:e gatan. Den placerades på stockar och släpades sedan av mulor.
Till en början praktiserade tre olika församlingar i kyrkan. År 1702 fick de tillåtelse att bilda sina egna församlingar; Grace Episcopal, First Reformed och First Presbyterian Church. Trots splittringen fortsatte pastorerna att träffas månadsvis för att be och planera. Tillsammans lade de grunden för kärnprincipen i kyrkan. Kyrkan säger sig värna om mångfald och en multikulturell församling. Medlemmarna har ursprung i 35 olika födelseländer.  Utöver gudstjänster anordnar kyrkan bland annat kvälls- och helgaktiviteter för unga samt vuxenutbildning och finansiell rådgivning.
Donald Trump är konfirmerad och gick söndagsskolan i kyrkan.

## John F. Kennedy International Airport
John F. Kennedy International Airport (JFK), som är New Yorks största internationella flygplats, ligger i Jamaica. Flygplatsen fick namnet efter att USA:s f.d. president John F. Kennedy mördades 1963. Nyheten om namnbytet spreds endast en månad efter presidentens död.
År 1978 rånades Lufthansas lastanläggning på JFK. Kontanter och smycken till ett värde av nästan 6 miljoner USD stals från flygplatsen. Med dagens mått uppnår bytet ett värde på ungefär 22 miljoner USD. Rånet var USA:s dittills största kontantstöld och dramatiserades i Martin Scorseses Goodfellas.